# Фабрей, Нанетт
Нане́тт Фабре́й (англ. Nanette Fabray; 27 октября 1920, Сан-Диего, Калифорния, США — 22 февраля 2018, Лос-Анджелес, Калифорния, США) — американская актриса, комедиантка, певица, танцовщица и активист, которая за свою карьеру получила три премии «Эмми» и «Тони». Также Фабрей была удостоена именной звезды на Голливудской «Аллее славы» в 1960 и Премии Гильдии актёров США за карьерные достижения в 1986 году.

## Ранние годы
Ру́би Бернаде́тт Нане́тт Фабаре́ (англ. Ruby Bernadette Nanette Fabares) родилась в Сан-Диего, штат Калифорния, но выросла в Лос-Анджелесе. В трёхлетнем возрасте она дебютировала как исполнительница чечётки. С тех пор выступала в водевилях как танцовщица и певица, а в девятнадцатилетнем возрасте дебютировала на большом экране в фильме «Частная жизнь Елизаветы и Эссекса» с Бетт Дэвис под именем Нанетт Фабаре (англ. Nanette Fabares). Тогда она не смогла заключить контракт с голливудскими студиями и в 1940 году отправилась в Нью-Йорк, где начала карьеру в бродвейских мюзиклах. После того как Эд Салливан ошибочно представил её перед выступлением в Мэдисон-сквер-гарден как «Fa-bare-ass», изменила написание фамилии с Фабаре (англ. Fabares) на близкое по звучанию Фабрей (англ. Fabray).

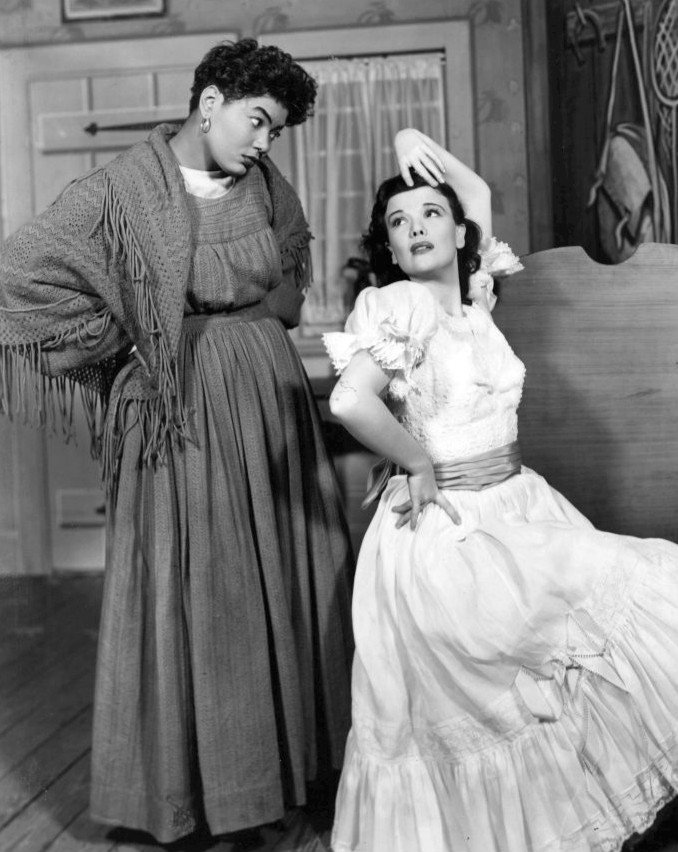
Фабрей с Перл Бэйли в мюзикле Arms and the Girl (1950)

## Карьера
После дебюта на Бродвее дирижёр Нью-Йоркского филармонического оркестра Артур Родзинский помог Фабрей поступить на изучение оперного вокала в Джульярдскую школу. Она, однако, бросила обучение после пяти месяцев, так как видела своё будущее в мюзиклах. В 1940-х и начале 1950-х годов Фабрей в стала одной из наиболее известных артисток Бродвея, исполняя ведущие роли в мюзиклах By Jupiter (1942), My Dear Public (1943), Jackpot (1944), Bloomer Girl (1946), High Button Shoes (1947), Arms and the Girl (1950) и Make a Wish (1951). Она получила премию «Тони» за главную роль в мюзикле 1949 года Love Life, а в 1963 году, после одиннадцатилетнего отсутствия на сцене, номинировалась за Mr. President.
В 1940-х годах Фабрей начала совмещать карьеру на сцене с работой на телевидении, где выступала в недавно зародившихся комедийных шоу. Она достигла наибольшей известности выступлениями в скетч-шоу Caesar’s Hour (1954—1957), участие в котором принесло ей три премии «Эмми». В 1961 году она снималась в собственном ситкоме «Шоу Нанетт Фабрей», длившемся лишь сезон. На большом экране 1953 году Фабрей появилась в мюзикле «Театральный фургон».
Фабрей, страдавшая от значительной потери слуха, на более поздних этапах карьеры продолжала выступать в мюзиклах. На телевидении она сыграла мать героини Мэри Тайлер Мур в комедийном сериале 1970-х годов «Шоу Мэри Тайлер Мур», а с 1979 по 1984 год играла бабушку в ситкоме «Однажды за один раз». Последние роли на телевидении Фабрей сыграла в сериалах «Отель», «Она написала убийство» и «Тренер».

## Личная жизнь
Фабрей является тётей актрисы Шелли Фабаре. Она дважды была замужем. Её первым мужем был вице-президент NBC Дэйв Тебет (1947—1951), а вторым — сценарист Ранолд Макдугал. Они поженились в 1957 году и оставались в браке вплоть до его смерти в 1973 году.